# Il superstite (Wulf Dorn)
Il superstite (Kalte Stille) è un romanzo thriller del 2010, secondo romanzo dello scrittore tedesco Wulf Dorn.

## Trama
Da ventitré anni lo psichiatra Jan Forstner è tormentato dalla scomparsa del fratellino, per cui si sente tremendamente in colpa, e dalla morte di suo padre accaduta quella stessa notte, a causa di un incidente d'auto, dopo essere uscito di casa frettolosamente e senza dare nessuna spiegazione. Un altro avvenimento suscita in lui angoscia: la fuga di una giovane paziente dalla clinica psichiatrica, Alexandra, in uno stato di spavento e shock inspiegabile, morta poi davanti ai suoi occhi.
Dopo anni di assenza dalla sua cittadina, dove tutto ciò che ancora lo ossessiona è accaduto, Jan torna, dopo aver ricevuto un'offerta di lavoro dal professor Fleischer, direttore della clinica psichiatrica dove anche suo padre aveva lavorato. Jan si stabilisce dal suo vecchio amico e vicino Marenburg, 
nonché padre di Alexandra, desideroso di dare una svolta alla sua vita. Ma il giovane psichiatra si ritrova puntualmente ad affrontare il proprio passato, soprattutto dopo il suicidio di una ragazza straordinariamente somigliante ad Alexandra e ospite anch'essa della clinica, dimessa poco tempo prima. Continua perciò a indagare, esasperato dal desiderio di sapere ciò che è realmente successo al suo fratellino e di dare un senso alla morte delle due ragazze, aiutato anche da Carla, migliore amica della giovane che si è data la morte.
È evidente che qualcuno cerchi di impedire le sue ricerche e di dissuaderlo, occultando le prove e tentando di uccidere coloro che lo aiutano. Jan, tuttavia, scopre l'esistenza di un nesso tra i terribili avvenimenti accaduti e il colpevole si rivelerà essere una persona molto vicina a lui.